# (8201) 1994 AH2
1994 أي إتش 2 (ويعرف أيضًا باسم (8201) 1994 أي إتش 2 وفق تسمية الكوكب الصغير) (بالإنجليزية: 1994 AH2)‏ هو كويكب ضمن حزام الكويكبات؛ وترتيبه 8201 من حيث الاكتشاف.
اكتُشف هذا الجُرم الفلكي بواسطة Gordon J. Garradd ‏ في 5 يناير 1994.

## وصلات خارجية
- (8201) 1994 AH2 في قاعدة بيانات مختبر الدفع النفاث لأجرام النظام الشمسي الصغيرة

- الاكتشاف · مخطط المدار ·  العناصر المدارية · المعلمات المادية

- (8201) 1994 AH2 على موقع ويكي سكاي: DSS2, SDSS, GALEX, IRAS, Hydrogen α, X-Ray, Astrophoto, Sky Map, Articles and images